# امیلی کینی
امیلی کینی (انگلیسی: Emily Kinney؛ زادهٔ ۱۵ اوت ۱۹۸۵) یک هنرپیشه، نوازنده، و خواننده اهل ایالات متحده آمریکا است. وی از سال ۲۰۰۷ میلادی تاکنون مشغول فعالیت بوده‌است.
وی در سریال مردگان متحرک در نقش بث گرین بازی کرده است.او همچنین در فیلم ضربه مغزی بازی کرده است.